# David Punter
David Godfrey Punter (* 19. November 1949 in London) ist ein britischer Literaturwissenschaftler. Er bekleidet(e) Professuren an Universitäten in England, Schottland und Hongkong und gehört zu den international führenden Gothic-Forschern.

## Leben
Punter studierte am Fitzwilliam College der University of Cambridge (BA 1970, MA 1974). 1984 erwarb er einen Ph.D.
Von 1973 bis 1984 war er Lecturer bzw. von 1984 bis 1986 Senior Lecturer für Englisch an der University of East Anglia. Von 1986 bis 1988 war er Professor für Englisch und Head of Department an der Chinesischen Universität Hongkong. Von 1988 bis 2000 war er Professor für Anglistik an der University of Stirling (Schottland) und seitdem an der University of Bristol, wo er Graduate Dean und Forschungsdirektor der Faculty of Arts ist. Außerdem war er für die Gründung des Bristol Institute for Research in the Humanities and Arts (BIRTHA) verantwortlich und repräsentiert seine Universität in der Coimbra-Gruppe.
Er hat(te) zahlreiche weitere Positionen inne wie 1983 war er Gastprofessor an der Fudan-Universität. Von 1992 bis gehörte er zum Board of Directors des Edinburgh Book Festival. Von 1993 bis 1995 war er Präsident der British Association for Romantic Studies. Von 1995 bis 2000 war er Vice-Chairman des Scottish Committee of Professors of English. Punter ist Chairman des Editorial Advisory Boards von Gothic Studies (seit 1995) und Executive Chairman der International Gothic Association (seit 1995). Er gehört(e) den Editorial Boards an von Stirling Edition of James Hogg (1991–1994), Romanticism in Context (seit 1995) und La Questione Romantica (seit 1997).
Er ist zum zweiten Mal verheiratet und Vater von drei Kindern.

## Mitgliedschaften und Auszeichnungen
- 1998: Fellow, Centre for European Romanticism, University of Glasgow
- 1998: Fellow, Royal Society of Arts (FRSA)
- 1999: Fellow, Society of Antiquaries of Scotland (FSA Scot)
- 2000: DLitt, University of Stirling
- Fellow, English Association (FEA)
- Fellow, Higher Education Association (FHEA)

## Schriften (Auswahl)
- The Literature of Terror: A History of Gothic Fictions from 1765 to the Present Day (1980)
- (mit David Aers und Jonathan Cook): Romanticism and Ideology: Studies in English Writing 1765–1830 (1981)
- Blake, Hegel and Dialectic (1982)
- The Hidden Script: Writing and Unconscious (1985)
- Introduction to Contemporary Cultural Studies (1986)
- William Blake: Selected Poetry and Prose (1988)
- The Romantic Unconscious: A Study in Narcissism and Patriarchy (1989)
- Notes on Selected Poems of Philip Larkin (1991)
- (Hrsg.): William Blake: The New Casebook (1996)
- (Hrsg.): Romanticism (Band 26, Annotated Bibliography of English Studies) (1997)
- Notes on William Blake's 'Songs of Innocence and Experience' (1998)
- Gothic Pathologies: The Text, the Body and the Law (1998)
- (Hrsg.): Spectral Readings (1999)
- (Hrsg.): Companion to the Gothic (1999)
- Writing the Passions (2000)
- Postcolonial Imaginings (2000)